# Uhm Jung-hwa
Uhm Jung-hwa (* 17. August 1969 in Jecheon) ist eine südkoreanische Schauspielerin und Sängerin.

## Leben und Karriere
1993 debütierte Uhm Jung-hwa im Showgeschäft und galt in den 1990ern als Pop-Ikone. Ihr jüngerer Bruder Uhm Tae-woong ist ebenfalls Schauspieler und Sänger. Bekannt wurde sie mit Filmen wie Marriage Is A Crazy Thing, Princess Aurora und My Lovely Week. 2002 veröffentlichte sie ein Yoga-Video.
Im Frühjahr 2010 wurde bei ihr Schilddrüsenkrebs diagnostiziert, weswegen sie im Oktober 2010 erstmals operiert wurde. Im Mai 2011 wurde sie erneut operiert und der Krebs vollständig entfernt und sie erholte sich. 2012 gab sie mit dem Film Dancing Queen ihr Comeback. 2013 gewann sie erstmals den Daejong-Filmpreis als beste Schauspielerin für ihre Rolle in Verjährung, nachdem sie zuvor bereits dreimal mit anderen Filmen nominiert gewesen war.

## Diskografie
- 1993: Sorrowful Secret
- 1996: Sad Expectations
- 1997: Love Afterwards
- 1998: Invitation
- 1999: 005.1999.06
- 2000: Queen Of Charisma
- 2001: Flower (花)
- 2004: Uhm Jung-Hwa 8 -- Self Control
- 2006: Prestige
- 2008: D.I.S.C.O
- 2016: The Cloud Dream of the Nine
- 2017: The Cloud Dream of the Nine: The Second Dream

## Filmografie

### Filme
- 1993: On a Windy Day We Must Go to Apgujeong
- 1994: Blue Seagull
- 1994: How To Top My Wife
- 2002: Marriage Is A Crazy Thing
- 2003: Singles
- 2004: Mr. Handy
- 2005: My Lovely Week
- 2005: Princess Aurora
- 2006: My Piano
- 2006: Seducing Mr. Robin
- 2007: Do You Live With Your Lover Now?
- 2009: Insadong Scandal
- 2009: Tsunami – Die Todeswelle (해운대, Haeundae)
- 2009: Five Senses of Eros
- 2010: Bestsellers
- 2011: Mama
- 2012: Dancing Queen (댄싱퀸)
- 2013: In My End Is My Beginning (끝과 시작)
- 2013: Verjährung (몽타주 Montage)

### Fernsehserien
- 2003: Wife
- 2004: Tropical Nights In December
- 2007: Get Karl! Oh Soo Jung
- 2009: The Man Who Can’t Get Married
- 2013: Running Man (Gast)
- 2014: A Witch’s Love